# Аль-Кахир Биллах
Абу́ Мансу́р Муха́ммад ибн Абдулла́х аль-Кахи́р Билла́х (899—950) — багдадский халиф из династии Аббасидов.

## Биография
Когда умер старший брат аль-Кахира — халиф Али аль-Муктафи — то мальчику было всего 9 лет, и халифом стал его старший брат Аль-Муктадир. Его матерью была невольница Фитна. В 929 году группа придворных, организовав заговор, свергла Аль-Муктадира и усадила Аль-Кахира на трон, но переворот не был поддержан стражей, и Аль-Муктадир вернулся к власти.
После убийства Аль-Муктадира в 932 году заговорщики, опасаясь мести со стороны сына покойного, предпочли вновь возвести на трон Аль-Кахира. Он тут же развернул такую кампанию террора, перед которой померкли жестокости его предшественников. Вскоре организовался новый заговор, и в одну из ночей упившийся вином халиф был схвачен заговорщиками. Так как он отказался добровольно отречься от престола, то его ослепили и бросили в тюрьму.
В его правление Халифат потерял  Исфаган, Хорасан и Фарс.
Через 11 лет его освободили, и его иногда можно было увидеть — в нищенском платье и деревянных сандалиях.

## ссылки
1. ↑  al-Ḳāhir Bi'llāh. Архивировано 1 мая 2021. Дата обращения: 28 августа 2020.
2. ↑  Али-задэ Хроника мусульманских государств Архивная копия от 28 января 2020 на Wayback Machine